# Menjagrà de Cabanis
El menjagrà de Cabanis (Amaurospiza concolor) és una espècie d'ocell de la família dels cardinàlids (Cardinalidae) que habita zones boscoses i arbustives de Chiapas, El Salvador, Hondures, Nicaragua, Costa Rica, Panamà, sud-oest de Colòmbia i nord-oest de l'Equador.

## Taxonomia
Sovint la població del sud-oest de Mèxic és considerada una espècie diferent:
- Amaurospiza relicta (Griscom, 1934) - menjagrà blau septentrional.[2]